# Кастильоне-делла-Пеская
Кастильоне-делла-Пеская (итал. Castiglione della Pescaia) — коммуна в Италии, располагается в области Тоскана, в провинции Гроссето.
Население составляет 8500 человек (2008 г.), плотность населения составляет 36 чел./км². Занимает площадь 209 км². Почтовый индекс — 58043. Телефонный код — 0564.
Покровителем населённого пункта считается святой Вильгельм Малавальский.

## Демография
Динамика населения:

## Администрация коммуны
- Официальный сайт: http://www.comune.castiglionedellapescaia.gr.it/ Архивная копия от 28 марта 2010 на Wayback Machine